# Хут, Янник
Янник Хут (нем. Jannik Huth; род. 15 апреля 1994, Бад-Кройцнах, Рейнланд-Пфальц) — немецкий футболист, вратарь клуба «Фрайбург».

## Карьера

### Клубная
Начинал заниматься футболом в любительском клубе «Гульденталь», позднее обучался в клубе «Хассиа Бинген». В 2007 году присоединился к юношеской команде «Майнц 05».
24 мая 2014 года голкипер дебютировал в составе второй команды. По итогам сезона 2013/14 «Майнц 05 II» получил право выступать в Третьей лиге. Первую игру в третьем футбольном дивизионе Германии Хут провёл 5 октября 2014 года против «Хольштайна».
По окончании сезона 2018/19 Хут принял решение присоединиться к клубу «Падерборн 07», заключив с командой контракт до 2022 года.

### В сборной
Хут был включён в заявку молодёжной сборной Германии для участия в Летних Олимпийских играх 2016. На турнире в Бразилии, где немецкая команда стала серебряным призёром, Янник не провёл ни одного матча.